# Buddyfilm

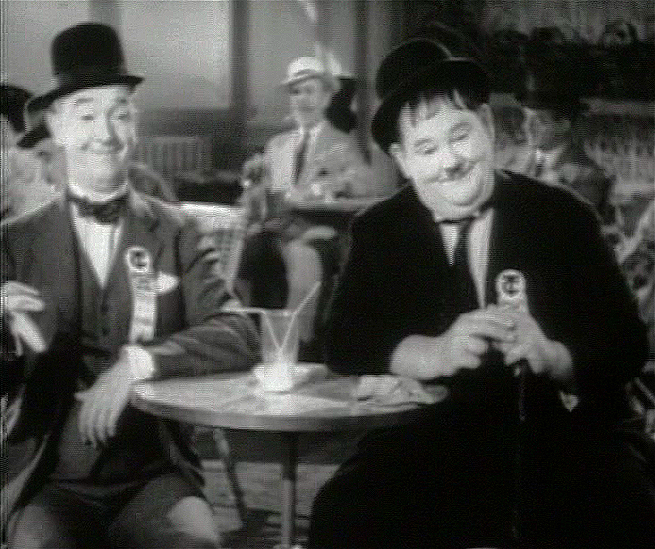
Laurel en Hardy in de film The Flying Deuces uit 1939. Laurel en Hardy waren een van de eerste combinaties en verschenen vanaf de jaren dertig in buddyfilms.

De buddyfilm is een subgenre van de romantische komedie, een combinatie van de romantiek-, avonturen- en komische film waarin twee mensen, verbonden door een soort genegenheid of liefde voor elkaar, op avontuur, missie of roadtrip gaan. 
De twee zijn doorgaans mannen met contrasterende persoonlijkheden. Het contrast wordt soms geaccentueerd door een etnisch verschil tussen de twee. 
De buddyfilm is gemeengoed in de westerse cinema. In tegenstelling tot sommige andere filmgenres bleef het doorheen de 20e eeuw bestaan, met verschillende combinaties en verschillende thema's.

## Man-manrelaties
Een buddyfilm portretteert de koppeling van twee mensen, vaak van hetzelfde geslacht, en vaak mannen. Een vriendschap tussen de twee mensen is de sleutelrelatie in een buddyfilm. De twee personages hebben vaak verschillende achtergronden of hebben verschillende persoonlijkheden, en ze hebben de neiging elkaar verkeerd te begrijpen. Door de gebeurtenissen in de buddyfilm krijgen ze een sterkere vriendschap en wederzijds respect. 
Buddyfilms gaan vaak over mannelijkheidscrises. American Masculinities: A Historical Encyclopedia legt uit: "[Buddy-films] bieden het mannelijk bioscooppubliek de kans om zich over te geven aan een vorm van mannelijke binding en gedrag dat gewoonlijk wordt ontmoedigd door sociale beperkingen." Ira Konigsberg schreef in The Complete Film Dictionary: "Dergelijke films verheerlijken de deugden van mannelijke kameraadschap en tonen man-vrouwrelaties als eerder ondergeschikt."

## Vrouw-vrouwvriendschappen
Een vrouwelijke buddy-film is vergelijkbaar met een buddy-film, behalve dat de hoofdpersonen vrouwen zijn en dat de film gericht is op hun situatie. Afhankelijk van het verhaal kan de cast voornamelijk uit vrouwen bestaan. Er zijn veel minder vrouwelijke buddy-films dan mannelijke buddy-films; Opvallende voorbeelden zijn echter Thelma en Louise uit 1991, die een populaire impact had die vergelijkbaar was met Butch Cassidy en de Sundance Kid en de weg vrijmaakte voor vrouwelijke vriendschappen op het scherm, zoals die in Waiting to Exhale, Walking and Talking en Fried Green Tomatoes.

## Hybride genres
Buddy-films worden vaak gecombineerd met andere filmgenres, zoals roadmovies, westerns, komedies en politiefilms. De ‘bedreigingen voor [de] mannelijkheid’ van de man-manrelatie hangen af van het genre: in komedies zijn het de vrouwen, in films over outlaw-vrienden is het de wet, en in actiefilms over politievrienden zijn het de criminelen.

## Beperkte filmografie

### Komedies
- The Flying Deuces (1939)
- The Blues Brothers (1980)
- Trading Places (1983)
- Weird Science (1985)
- Planes, Trains & Automobiles (1987)
- Gammat Jammat (1987)
- Twins (1988)

- Bill & Ted's Excellent Adventure (1989)
- Wayne's World (1992)
- Dumb and Dumber (1994)
- Clerks (1994)
- Mallrats (1995)
- Men In Black (1997)

- Mouse Hunt (1997)
- Harold & Kumar Go to White Castle (2004)
- Wedding Crashers (2005)
- Hot Fuzz (2007)
- Hop (2011)
- The Nice Guys (2016)
- Sonic the Hedgehog (2020)

### Actiefilms
- Sholay (1975)
- Yaarana (1981)
- 48 Hrs. (1982)
- Running Scared (1986)
- Lethal Weapon (1987)
- Stakeout (1987)
- Shoot to Kill (1988)
- Midnight Run (1988)
- Dead Heat (1988)
- Red Heat (1988)
- Tango & Cash (1989)

- Showdown in Little Tokyo (1991)
- The Hard Way (1991)
- The Last Boy Scout (1991)
- Point Break (1991)
- Samurai Cop (1991)
- Se7en (1995)
- Die Hard With a Vengeance (1995)
- Bad Boys (1995)
- Top Dog (1995)
- Rush Hour (1998)
- Shanghai Noon (2000)

- The 51st State (2001)
- Showtime (2002)
- National Security (2003)
- Sherlock Holmes (2009)
- Cop Out (2010)
- The Other Guys (2010)
- 21 Jump Street (2012)
- 2 Guns (2013)
- Ride Along (2014)
- Drive Hard (2014)
- Skin Trade (2014)
- The Nice Guys (2016)

### Animatiefilms
- The Land Before Time (1988)
- The Pebble and the Penguin (1995)
- Toy Story (1995)
- Beavis and Butt-Head Do America (1996)
- The Road to El Dorado (2000)

- The Emperor's New Groove (2000)
- Shrek (2001)
- Monsters, Inc. (2001)
- Up (2009)
- Home (2015)

- Zootopia (2016)
- The Secret Life of Pets (2016)
- Trolls (2016)
- The Boss Baby (2017)
- Despicable Me 3 (2017)